# 백스터
백스터 인터내셔널 주식회사(Baxter International Inc.)는 1931년에 설립된 미국 일리노이주 디어필드(Deerfield)에 있에 있는 다국적 제약회사이다.

## 같이 보기
- 조류 인플루엔자(AI)
- 돼지 인플루엔자(SI)
- 길리어드 사이언시스(Gilead Sciences)
- 항바이러스제
- 오셀타미비르(타미플루)
- 자나미비르(릴렌자)
- 아만타딘